# BMW K 100 RS
Die BMW K 100 RS ist ein Touren- und Sportmotorrad von BMW mit einem längs zur Fahrtrichtung liegenden Vierzylinder-Reihenmotor. Die Abkürzung RS steht nach BMW-Duktus für Reise-Sport (erstmals eingeführt bei der R100 RS in 1976), international für Road-Sport.

## Allgemeines
Das Motorrad ist als Tourensportmotorrad das sportliche Spitzenmodell der Baureihe K 100. Zusätzlich zur Ausstattung der Basisversion BMW K 100 ist die RS mit einer aerodynamisch im Windkanal optimierten Vollverkleidung mit niedriger, spoilerversehenen Windschutzscheibe und seitlich angebrachten Rückspiegeln mit integrierten Blinkerleuchten ausgestattet. Das Schwestermodell RT mit ansonsten gleichen technischen Daten hat hingegen eine auf Komfort angepasste Vollverkleidung mit höherer Tourenscheibe und einen breiten Lenker, die zu einer geringeren Höchstgeschwindigkeit führt, doch ein entspannteres Fahren ermöglicht.
Die K 100 RS wurde 1989 von der K 100 RS 4V abgelöst. Seit 1988 gab es die RS auf Wunsch mit Antiblockiersystem (ca. 10 kg Mehrgewicht). Einige der K 100 RS wurden i. W. in den USA mit leistungssteigernden Luftmeister-Turboladern nachgerüstet; diese motortechnische Leistungssteigerung verkrafteten Motor und Fahrwerk ohne nennenswerte Probleme.

## Produktion
BMW investierte von 1980 bis 1983  250 Millionen D-Mark in die Modernisierung der Berliner Produktionsstätte, weitere 200 Millionen Mark folgten bis 1986. Von 1983 bis 1989 wurde die K 100 RS 34.804-mal, von 1989 bis 1992 als K 100 RS 4V
12.666-mal im BMW-Werk Berlin in Spandau gebaut.

## Technische Daten (Modelljahr 1983–1988)

### Antrieb
Der technisch identisch in allen Modellen der K100-Baureihe verbaute flüssigkeitsgekühlte Vierzylinder-Viertaktmotor erzeugt auch bei der RS aus 987 cm³ Hubraum eine Nennleistung von 66 kW (90 PS) und ein maximales Drehmoment von 86 Nm bei 6000 min−1. Die vier Zylinder des längsliegend eingebauten Reihenmotors haben eine Bohrung von 67 mm. Der Kolbenhub beträgt 70 mm, das Verdichtungsverhältnis 10,2 : 1. Der Motorblock mit Getriebeeinheit ist aus einer Leichtmetall-Legierung gefertigt und wiegt 76,5 kg. Eine automatische Schubabschaltung reduziert bis zu einer Drehzahl von 2000 min−1 im Schubbetrieb den Kraftstoffverbrauch. Die Drehzahlbegrenzung der Motorsteuerung nimmt ab 8600 min−1 den Zündzeitpunkt zurück und schaltet oberhalb einer Drehzahl von 8750 min−1 die Kraftstoffeinspritzung ab, um Motorschäden durch Überdrehen zu vermeiden.
Das Motorrad beschleunigt in 4,3 Sekunden von 0 auf 100 km/h und erreicht eine Höchstgeschwindigkeit von 221 km/h. Der Bremsweg aus 100 km/h bis zum Stillstand beträgt 46,5 m bei einer durchschnittlichen Verzögerung von 8,3 m/s² Das spezifische Leistungsgewicht beträgt 3,77 kg/kW.

### Motor
- Zwei Ventile je Zylinder
- elektronische Einspritzung (Bosch LE-Jetronic)
- Nasssumpfschmierung
- elektronische Zündsteuerung
- Batterie: 12 Volt/25 Ah
- Lichtmaschine: 460 Watt
- Anlasser: 700 Watt

### Kraftübertragung
- Einscheiben-Trockenkupplung
- fußbetätigtes Fünfganggetriebe mit Klauenschaltung
- Gangübersetzungen 4,50 / 2,96 / 2,30 / 1,88 / 1,61 : 1
- Hinterachsübersetzung 1 : 2,81 (11 : 31 Zähne)

### Fahrwerk
- Brückenrohrrahmen mit angeschweißtem Heckrahmen, mittragender Motor- und Getriebeblock
- vorne Teleskopgabel mit hydraulischen Stoßdämpfern und 185 mm Federweg, Standrohrdurchmesser 41,4 mm, 2 Brücken
- hinten BMW Monolever-Einarmschwinge mit Kardanantrieb, verstellbares Monofederbein mit 125 mm Federweg
- ab 1987 ab Werk mit Sportfahrwerk der K75 S orderbar (K100 RS Sondermodell RS Style in avusschwarz – Motorrad des Jahres; verkleinerter Federweg an der Gabel (135 mm) sowie Einbau eines Gabelstabilisators oberhalb der veränderten Radabdeckung)
- Leichtmetall-Gussräder im lackierten Y-Design; Felgengröße vorn 2,50 × 18, hinten 2,75 × 17; Reifengröße 100/90x18V und 130/90x17V, wahlweise auch 140/90x17V
- Bremsen: hydraulische, vorn geschlitzte Doppelscheibenbremsen 285 mm, hinten ungelochte Einscheibenbremse 285 mm

### Maße und Gewichte
- Gewicht vollgetankt: 249 kg
- zulässiges Gesamtgewicht: 480 kg
- Tankinhalt: 22 l

## Wertschätzung
„Auf die Idee, einen flach liegenden Vierzylinder in ein Motorrad einzubauen, ist bisher kein anderer Zweiradproduzent verfallen. Mögliche optische Nachteile – die K 100 ist ein gewöhnungsbedürftiger Anblick, nicht anders als vor 60 Jahren der Boxermotor – nimmt BMW in Kauf: Das Aggregat ist dafür ungewöhnlich wartungsfreundlich und gibt der Maschine einen tief liegenden Schwerpunkt. Kameraden wissen das zu schätzen, weil dadurch Handlichkeit und Fahrstabilität zunehmen.“

## Trivia
Im Roadmovie Bic Mäc von Sigi Rothemund aus dem Jahr 1985 fährt Thomas Gottschalk auf einer BMW K 100 RS eine Abenteuerrallye von der Zugspitze zum Kilimandscharo. Das Motorrad ist durch die umfangreiche BMW-Produktplatzierung sehr präsent.